# Patrick Chaput
Patrick Chaput, né le 19 mai 1951 à Alger, est un réalisateur français.

## Biographie
Patrick Chaput étudie, en 1970, à l'École nationale des arts décoratifs de Nice - Villa Arson. En avril 1976, après une année de service militaire, il s'installe à Paris. Jusqu'en 1980, il exerce diverses activités : accessoiriste, puis assistant opérateur ; il devient ensuite second puis premier assistant réalisateur.
En 1979, son court métrage Première Mémoire obtient une prime à la qualité du CNC. 
À partir de 1981, Patrick Chaput réalise de nombreux films documentaires, publicitaires et institutionnels.
Son long métrage La Bête noire sort en 1983 après avoir été présenté au festival de Cannes.
De 2008 à 2014, il enseigne l'audiovisuel à l'École nationale supérieure d'architecture de Paris-Belleville.

## Filmographie
Réalisateur
- 1981 : Première mémoire (court métrage)
- 1983 : La Bête noire
- 1989 : Naples revisitée par Ernest Pignon-Ernest (coréalisatrice : Laurence Drummond)
- 1997 : Romain Rolland (TV)
- 2009 : Ernest Pignon-Ernest. Parcours (coréalisatrice : Laurence Drummond)
- 2010 : Ingres - Cueco

Assistant réalisateur
- 1979 : Gros-Câlin de Jean-Pierre Rawson
- 1979 : Rodriguez au pays des merguez de Philippe Clair